# Alcollarín
Alcollarín es un pueblo y municipio español, en la provincia de Cáceres, comunidad autónoma de Extremadura. 
Se sitúa al sureste de la provincia de Cáceres, de cuya capital dista 82 km. Las localidades más cercanas son Zorita, a 5 km en dirección Guadalupe, Campo Lugar y Abertura si nos dirigimos en dirección hacia Miajadas, que está a 18 km.

## Símbolos
El escudo de Alcollarín fue aprobado mediante la "ORDEN de 13 de enero de 2003, por la que se aprueba el Escudo Heráldico, para el Ayuntamiento de Alcollarín", aprobada por la Consejera de Presidencia María Antonia Trujillo y publicada en el Diario Oficial de Extremadura el 11 de febrero de 2003, luego de haber sido aprobado por el pleno municipal el 23 de mayo de 2002 y haber emitido informe el Consejo Asesor de Honores y Distinciones de la Junta de Extremadura el 25 de junio de 2002. El escudo se define oficialmente así:

Escudo tajado. Primero, de plata, un pino de sinople acostado de dos osos rampantes de sable. Segundo, de gules, una rueda catalina de oro. Al timbre corona real cerrada.

## Geografía física

### Localización
El término municipal de Alcollarín tiene los siguientes límites:
- Zorita al norte y este;
- Madrigalejo al sureste;
- Campo Lugar al suroeste;
- Abertura al oeste.

Además de la localidad de Alcollarín, el municipio cuenta con un poblado de colonización, Fernando V, situado a 10 km del pueblo y enmarcado entre el canal de Orellana y el río Ruecas.

### Hidrografía
El principal río que pasa por el municipio es el río Alcollarín, afluente del río Ruecas. También atraviesan el término municipal los arroyos Gargantilla y Levosilla, afluentes del Alcollarín.
El 28 de enero de 2015 fue inaugurado oficialmente el embalse de Alcollarín, sobre el río del mismo nombre, con una superficie embalsada de 554 ha y una capacidad total de 51,6 hm³. La presa, de gravedad y planta recta, está situada a 500 m del pueblo, tiene una altura de 31 m y una longitud de 626 m.

## Historia

### Orígenes
Según la creencia popular, el origen del pueblo tendría dos orígenes distintos. Uno de ellos lo haría proceder de una "Venta del Collado", que de una forma lingüísticamente imposible habría evolucionado hasta convertirse en "Alcollarín". De dicha venta que habría estado en el cruce entre el río y el camino a Guadalupe habría surgido el pueblo al irse estableciendo gente a su alrededor.
Otra creencia lo haría nacer a partir de gente que se habría establecido alrededor de una iglesia que mandó hacer Diego Pizarro, hermano del conquistador Francisco Pizarro, que se estableció allí y mandó hacer también un palacio.
Sin embargo, ninguna de estas leyendas tienen la más mínima credibilidad, por los siguientes motivos:
Existe documentación del 17 de abril de 1353, del Archivo de Trujillo, que reza lo siguiente: «con el exido de la Sarca e con el monte de Alcollaryn e por el portechue-lo de Cifuruela...», estando dicha Ciferuela cerca de la sierra de Pedro Gómez, como se llama actualmente el monte donde nace el río Alcollarín de modo que este río toma el nombre del monte donde nace, cuyo nombre cambió más adelante. Y de dicho río proviene el nombre del pueblo que se asentó allí en la posición estratégica del cruce entre el río y el camino por el que la gente iba desde Mérida hasta Guadalupe.
Además, está la evolución imposible de "Collado" a Alcollarín. Una etimología más creíble sería considerar que "Al-" sería el artículo árabe, e "-in" la terminación plural que en árabe clásico corresponde al genitivo pero dialectalmente equivalía al nominativo. Collar podría ser una raíz mozárabe, no necesariamente árabe, tal vez "collado". De modo que este habría sido el "Monte de los Collados", es decir, las colinas o las cañadas.

### Edad Moderna
Por otro lado, también hay en Trujillo documentación del siglo XV o XVI que habla de cuando, existiendo ya el pueblo, llegó Diego Pizarro y estableció cerca del pueblo una iglesia que mucho después quedaría dentro de este y un palacio que aún hoy día está distante del pueblo, y de cómo la gente del pueblo nunca quiso a esos nobles que había allí pues vivían mucho mejor que ellos. Mas aunque no hubiera esta documentación, no era creíble que unos nobles se establecieran en medio de la nada en un palacio e hicieran una iglesia para nadie y posteriormente se estableciera la gente alrededor de estos.
Una sobreelaboración de la leyenda sitúa la Venta del Collado cerca de la plaza de la Cañá, pues viendo la forma de las calles se ve cómo éstas han ido creciendo a partir de dicha plaza, y a este dato añadieron el de la Venta, que si bien puede que alguna hubiera, el nombre del pueblo no viene de ella.
En 1594 formaba parte de la Tierra de Trujillo en la Provincia de Trujillo.

### Edad Contemporánea
A la caída del Antiguo Régimen la localidad se constituye en municipio constitucional en la región de Extremadura que desde 1834  quedó integrado en partido judicial de Logrosán que en el censo de 1842 contaba con 80 hogares y 438 vecinos.

## Demografía
Alcollarín cuenta con una población de 266 habitantes (INE 2024).
| Gráfica de evolución demográfica de Alcollarín entre 1842 y 2021                                                    |
| |
| Población de derecho según los censos de población del INE Población de hecho según los censos de población del INE |

## Monumentos y lugares de interés
- Palacio de los Pizarro/Carvajal, que data del siglo XVI (los escudos que flanqueaban la fachada del palacio de los Pizarro/Carvajal fueron robados en diciembre de 2001 sin que hasta la fecha se hayan podido recuperar).
- Iglesia de Santa Catalina de Alejandría. Iglesia parroquial católica bajo la advocación de Santa Catalina de Alejandría, Virgen y Mártir, en la archidiócesis de Mérida-Badajoz, diócesis de Plasencia, arciprestazgo de Logrosán.[7]

## Cultura

### Fiestas locales
- Santa Catalina de Alejandría (25 de noviembre)
- Fiestas del Emigrante (primera semana de agosto)

Creadas para homenajear a los emigrantes. En el marco de dichas fiestas, en el patio de armas del palacio Pizarro-Carvajal, se interpretaba la obra original de los hermanos Prudencio y Manuel Ángel Martín Barrado - "El Conde de Alcollarín" -, estrenada por el grupo "Farándula" en agosto de 2008.

### Folclore y costumbres
- Jota extremeña
- Jota de Alcollarín, letra y música de Mercedes Jiménez Sánchez y Francisco Bernardo Huertas, arreglos Chelo López,estrenada el día de Santa Catalina, 25 de noviembre de 2006, en la iglesia de Santa Catalina.